# Rechin-ciocan
Rechinul-ciocan (Sphyrna zygaena) este o specie de rechini din familia Sphyrnidae.

## Descriere
Rechinul-ciocan este cunoscut și numit după forma anormală a capului, care seamănă cu un ciocan cu ochii dispuși la capetele opuse ale protuberanțelor. Se crede că animalul poate avea un efect stereo mai bun datorită prezenței unor senzori electromagnetici. Se știe că rechinul ciocan poate detecta foarte ușor animalele care se ascund în aluviunile de pe fundul mării. Forma capului poate avea, de asemenea, unele avantaje hidrodinamice.
Rechinul ciocan poate ajunge la 4 metri lungime și poate cântări peste 400 de kilograme. Este măsliniu gri până la gri închis în partea de sus și alb pe partea inferioară.

## Răspândire
Este întâlnit în mările temperate si subtropicale. În Europa pătrunde doar în Marea Mediterană. Rareori poate să apară în partea de nord-est a Oceanului Atlantic.

## Obiceiuri
Rechinul ciocan se hrănește cu alți rechini mai mici (inclusiv din specia lui), cu pești cartilaginoși, fructe de mare si crustacee. A atacat oameni.

## Reproducerea
Rechinul devine matur sexual la o lungime cuprinsă între 2,5 și 3 metri. Un rechin poate hrăni între 30 și 40 de pui vii de 50 de centimetri lungime.